# Adygejci
Adygejci (adygejsky Адыгэ, Adyge) jsou etnická skupina obývající severozápadní část Kavkazu. Původně se pro tuto etnickou skupinu vžil název Čerkesové. Označení vzniklo pravděpodobně z tureckého slova Çerkes, které znamená „bojovník sekač“ (Warrior-Cutter). Adygejci (Čerkesové) často působili v cizích armádách jako nájemní bojovníci (mamlúci).
Současnou domovinou Adygejců jsou tři republiky v Ruské federaci:
- Adygejsko – původní Adygejci, většinu v republice však tvoří Rusové
- Kabardsko-Balkarsko – v této republice tvoří nejpočetnější část Kabarďané, kteří se hlásí k Adygejcům
- Karačajsko-Čerkesko – Kabarďané žijící v této oblasti si říkají od poloviny 19. stol. Čerkesové a tvoří v republice menšinu

Adygejcům jsou velmi blízcí Abcházci.
Původním jazykem Adygejců je adygejština. Jazykem se v dnešní době mluví jen v úzkých komunitách.
V dnešní době se celosvětový počet Adygejců odhaduje na 6 miliónů. Hlásí se k islámu. Řada z nich žije v diasporách v cizích zemích, kam byli vyhnání po rusko-čerkeské válce v 60. letech 19. století.

## Historie
Předkové Adygejců byli původní obyvatelé úrodné nížiny kolem řeky Kubáň a dál k Černému moři. V 12. století se část obyvatel přesídlila do údolí řeky Těrek a začala si říkat Kabarďané. Kabarďané tvoří v současnosti nejsilnější skupinu Adygejců. Kabarďané žijící v Karačajsko-Čerkesku si říkají od konce 19. století Čerkesové.
Adygejci mimo počátek našeho letopočtu nikdy netvořili samostatný státní útvar. Během staletí byli pod nadvládou jiných národů Avarů, Hunů, Mongolů, Tatarů, Osmanů a v současnosti Rusů. Adygejšti muži sloužili v armádách těchto národů jako vojáci (mamlukové) a ve 13. století se část z nich usadila v Káhiře kde založili Mamlúcký sultanát. Během let tento útvar získal velkou moc a udržel si jí i potom co oblast padla do rukou Osmanské říše. V 18. století se k moci dostal sultán Muhammad Alí Paša. Ten se rozhodl mamluky v Káhiře vybít, protože podporovali britské zájmy.
Adygejci měli pod nadvládou Osmanské říše prakticky volné ruce v udržování svého území na severu Kavkazu. Museli však odvádět daně a dodržovat další podmínky dané Osmanskou říší. Při jejich dodržování se Osmani do chodu země nemíchali. Jednou z podmínek bylo například konverze k islámu, ke které se Adygejci rozhodli od 15. století.
V polovině 18. století spravovali velké území na severu Kavkazu od Černého moře po centrální část Kavkazu. V dalších letech do oblasti začal pronikat Černomořští Kozáci, kteří během 100 let území zabrali. Nejprve si v roce 1859 podmanili Čečence a Dagestánce na východě Kavkazu a v následujících 5 letech dobyli po rusko-čerkeské válce i západ Kavkazu. Ruští kozáci vyhnali a především vybili podstatnou část Adygejců. Řada publikací označuje konec tohoto konfliktu jako genocidu. Vyhnaní Adygejci se usadili na severu Turecka, v Bulharsku, v Sýrii, v Izraeli a v dalších zemích blízkého východu.

## Osobnosti
Adygejci neměli do konce 19. století prakticky žádnou intelektuální elitu. Jejich denní náplní byl chov dobytka a válčení. Známí jsou především Adygejcí, kteří vyrostli ve vyhnanství v Turecku, Izraeli, Egyptě apod.
- Jurij Těrmikanov – světoznámý dirigent
- Ahmed Šawqi – egyptský básník
- Kuba Shaaban – americký básník
- Hamit Kaplan – turecký zápasník, olympijský vítěz z roku 1956
- Mahmut Atalay – turecký zápasník, olympijský vítěz z roku 1968
- Vladimir Něvzorov – ruský judista, olympijský vítěz z roku 1976
- Murat Kardanov – ruský zápasník, olympijský vítěz z roku 2000